# Xiong Shiqi
Xiong Shiqi (熊诗麒T, Xióng ShīqíP; 9 marzo 2004) è una lunghista cinese.

## Biografia
Nel 2023, dopo aver conquistato due medaglie d'oro nei 100 metri piani e nella staffetta 4×100 metri ai campionati asiatici under 20 di Yecheon, prende parte ai Giochi asiatici di Hangzhou, dai quali rientra con al collo la medaglia d'oro nel salto in lungo.
Nel 2024 si laurea campionessa asiatica al coperto nel salto in lungo ai campionati asiatici indoor di Tehran.
In carriera è stata due volte campionessa nazionale cinese assoluta del salto in lungo, nel 2023 e nel 2024.

## Progressione

### Salto in lungo
| Stagione | Misura    | Luogo    | Data      | Rank. Mond. |
| -------- | --------- | -------- | --------- | ----------- |
| 2024     | 6,55 m(i) | Tehran   | 17-2-2024 |             |
| 2023     | 6,73 m    | Hangzhou | 2-10-2023 | 37ª         |
| 2022     | 6,37 m    | Wuhan    | 2-4-2022  | 177ª        |

## Palmarès
| Anno | Manifestazione               | Sede      | Evento         | Risultato | Prestazione | Note                                     |
| ---- | ---------------------------- | --------- | -------------- | --------- | ----------- | ---------------------------------------- |
| 2023 | Campionati asiatici under 20 | Yecheon   | 100 m piani    | Oro       | 11"62       |                                          |
| 2023 | Campionati asiatici under 20 | Yecheon   | 4×100 m        | Oro       | 45"05       |                                          |
| 2023 | Giochi asiatici              | Hangzhou  | Salto in lungo | Oro       | 6,73 m      |                                          |
| 2024 | Campionati asiatici indoor   | Tehran    | Salto in lungo | Oro       | 6,55 m      |                                          |
| 2024 | Giochi olimpici              | Parigi    | Salto in lungo | 13ª (q)   | 6,58 m      | Miglior prestazione personale stagionale |
| 2025 | Giochi mondiali universitari | Reno-Ruhr | Salto in lungo | Argento   | 6,68 m      |                                          |

## Campionati nazionali
- 2 volte campionessa cinese assoluta del salto in lungo (2023, 2024)

2023
- Eliminata in batteria ai campionati cinesi assoluti, 100 m piani - 11"66 (vento: +0,3 m/s)
- Oro ai campionati cinesi assoluti, salto in lungo - 6,57 m (vento: +0,5 m/s)

2024
- Oro ai campionati cinesi assoluti, salto in lungo - 6,50 m (vento: +0,8 m/s)

## Altre competizioni internazionali
2023
- 9ª allo Xiamen Diamond League ( Xiamen), salto in lungo - 6,43 m (vento: -0,2 m/s)

2024
- 4ª allo Yangtze Delta Athletics Diamond Gala ( Suzhou), salto in lungo - 6,51 m (vento: +0,6 m/s)